# Tenualosa
Tenualosa es un género de peces perteneciente a la familia Clupeidae.

## Especies
Este género tiene reconocidas las siguientes especies:
- Tenualosa ilisha (F. Hamilton, 1822)
- Tenualosa macrura (Bleeker, 1852)
- Tenualosa reevesii (J. Richardson, 1846)
- Tenualosa thibaudeaui (J. Durand, 1940)
- Tenualosa toli (Valenciennes, 1847)